# Carl Lampert
Carl Lampert (9. ledna 1894, Göfis – 13. listopadu 1944, Halle) byl rakouský římskokatolický kněz, popravený nacisty během druhé světové války. Katolická církev jej uctívá jako blahoslaveného mučedníka.

## Život
Narodil se dne 9. ledna 1894 v obci Göfis ve Vorarlbersku jako poslední ze sedmi dětí rodičům Franzi Xaveru Lampertovi a Marii Rosině Lampert. Školu navštěvoval ve své rodné obci a po dokončení základních studií navštěvoval státní střední školu ve městě Feldkirch. Po smrti otce jej finančně podpořil jeho strýc, díky čemuž se mohl dále věnovat studiu.
Roku 1914 zahájil v Brixenu svá kněžská studia. Kněžské svěcení přijal během první světové války dne 12. května 1918 z rukou biskupa brixenského Franze Eggera. Dne 26. května 1918 sloužil svou primiční mši svatou. Poté působil jako kaplan v Dornbirnu a věnoval se pastorační práci s mladistvými. Roku 1930 se s finanční podporou biskupa Sigismunda Waitze přestěhoval do Říma na studium kanonického práva a do roku 1935 žil na Collegio Teutonico di Santa Maria dell'Anima jako sekretář římské roty. Roku 1935 se stal právníkem a téhož roku jej papež Pius XI. jmenoval monsignorem.
Dne 1. října 1935 byl poslán do diecéze innsbruckské, kde zastával několik administrativních funkcí. V této době jej někteří odhadovali jako nového biskupa diecéze, avšak nakonec byl biskupem jmenován někdo jiný. Dne 15. ledna 1939 byl jmenován pro-vikářem této diecéze. Roku 1940 se marně pokoušel zajistit propuštění bl. Otty Neururera a když byl zabit, napsal na toto téma nekrolog v církevním zpravodaji. Za to však byl zatčen kvůli porušení nacistických zákonů o mlčenlivosti a dne 25. srpna 1940 deportován do Dachau. Dne 1. září 1940 byl poslán do Sachsenhausenu v Berlíně, kde byl nucen pracovat v trestanecké kolonii. Dne 15. prosince 1940 byl poslán zpět do Dachau a zůstal tam osm měsíců, než byl 1. srpna 1941 propuštěn a poslán do Štětína. Navzdory tomu, že byl propuštěn, byl pod přísným dohledem, kdy jeho telefonní hovory byly odposlouchávány a veškerá korespondence byla přečtena. Nadále působil v pastoraci, mimo jiné jako nemocniční kaplan.
Dne 4. února 1943 byl znovu zatčen a podroben intenzivním výslechům a mučení. Dne 30. prosince 1943 byl shledán vinným ze zrady i pobuřování a dne 14. ledna 1944 byl poslán do Torgau, kde strávil sedm měsíců na samotce. Třetí soud mu dne 8. září 1944 vynesl rozsudek trestu smrti.
Popraven byl gilotinou spolu s knězi Friedrichem Lorenzem a Herbertem Simoleitem dne 13. listopadu 1944 v 16:00 ve věznici Roter Ochse v Halle. Jeho ostatky byly zpopelněny a pohřbeny v Halle. Roku 1948 pak byly přeneseny do jeho rodné obce.

## Úcta
Jeho beatifikační proces započal dne 5. září 1997, čímž obdržel titul služebník Boží. Dne 27. června 2011 podepsal papež Benedikt XVI. dekret o jeho mučednictví.
Blahořečen pak byl dne 13. listopadu 2011 v kostele sv. Martina v Dornbirnu. Obřadu předsedal jménem papeže Benedikta XVI. kardinál Angelo Amato.
Jeho památka je připomínána 13. listopadu. Bývá zobrazován v kněžském oděvu. Je patronem vězňů a pronásledovaných křesťanů.